# Forêt dense

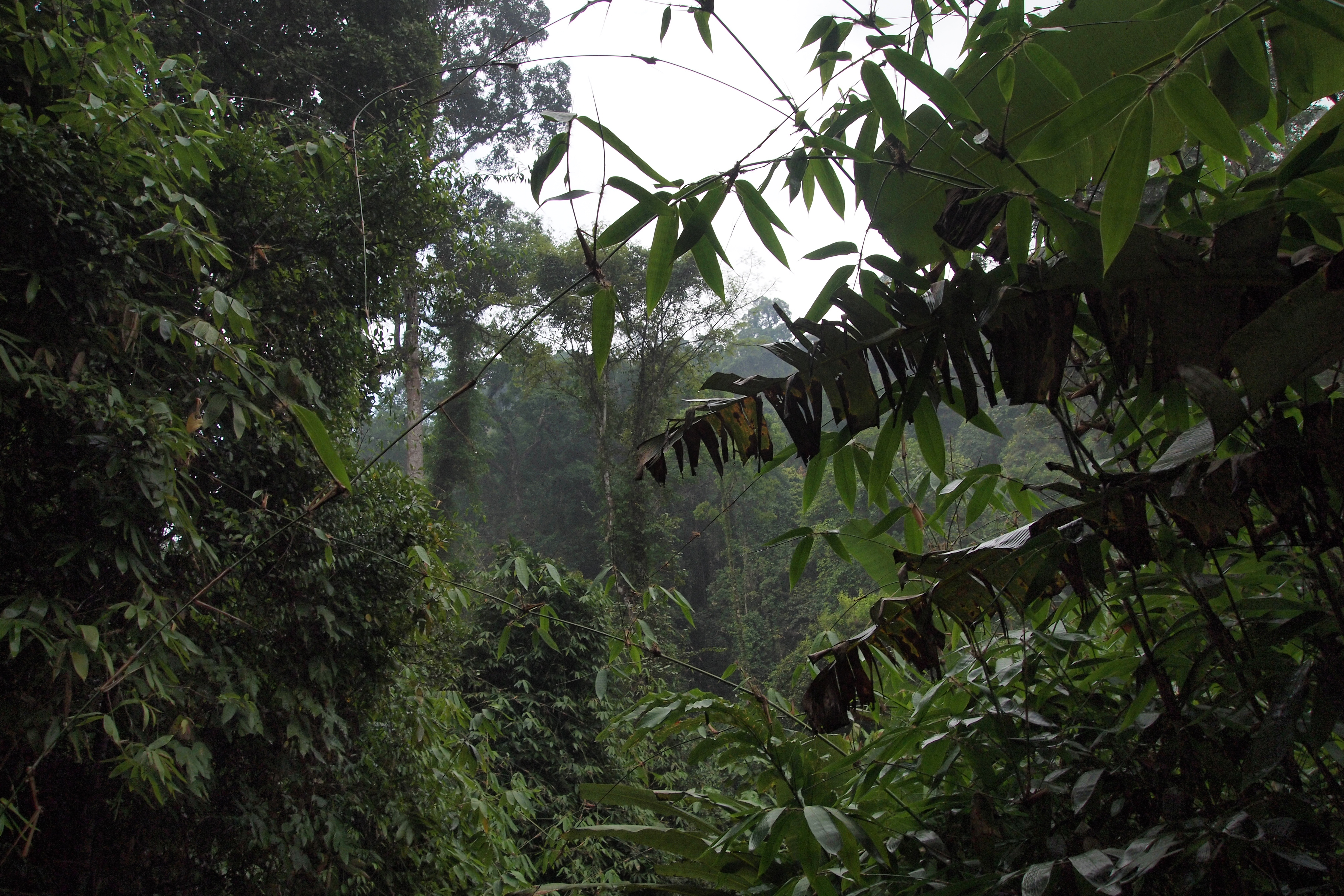
Forêt tropicale en Thaïlande.

Une forêt dense est un espace où la végétation est très importante, impliquant de ce fait une chaleur moite et humide. Les précipitations sont abondantes. Les forêts denses s'opposent aux forêts claires.
La densité d'un peuplement forestier est une notion de dendrométrie, évaluant de façon quantitative le nombre de tiges sur une surface donnée, en principe en nombre d'arbres par hectare. Les densités forestières les plus courantes en Europe sont de 1 000 à 2 500 arbres à l'hectare.